# Eduardo da Rocha Azevedo
Eduardo da Rocha Azevedo é um empresário brasileiro. Foi um dos fundadores da Faculdades de Campinas (FACAMP), presidente da Bolsa de Valores de São Paulo (BOVESPA). Foi idealizador e fundador da Bolsa de Mercadorias e Futuros (BM&F), a qual presidiu entre 1986 e 1987. Até 2016 era dono da Convenção, uma das cinco maiores corretoras da BM&F.

## Quebra da Bolsa de Valores do Rio de Janeiro
Rocha Azevedo ganhou destaque também como presidente da Bovespa de 1982 a 1985, e depois de 1987 a 1989. Em 1986, instalou a BM&F, da qual foi o primeiro presidente, e projeto que, na época, lançou mercados pouco conhecidos no Brasil. Em pouco tempo, a BM&F tornou-se a maior bolsa de futuros da América Latina.
Eduardo Rocha Azevedo ficou conhecido também no final da década de 1990, quando atuou pessoalmente para impedir que Naji Nahas continuasse operando no mercado paulista, sob a alegação de que o investidor estava exageradamente alavancado.
Nahas passou a operar na Bolsa do Rio, onde deixou de honrar as operações em 1989 e, segundo operadores da época, ajudou a "quebrar" a instituição (a Bolsa do Rio deixou de operar com ações desde então).
Segundo Nahas, a crise das bolsas de 1989 ocorreu pela mudança nas regras de negociações de ações pelo presidente da Bolsa, efetuada sob influência de considerações de moralidade e transparência do mercado acionário. Esta opinião foi compartilhada na época por vários economistas de peso como Delfim Netto, Mário Henrique Simonsen e outros que testemunharam a favor de Naji Nahas. Após poucas semanas, a bolsa voltou aos níveis anteriores à quebra, provando, segundo estes economistas, que tudo não passou de uma grande manipulação do mercado. Segundo a revista ISTOÉ Dinheiro, Nahas foi inocentado deste processo em 2004.